# Primer ministro de Japón
El primer ministro de Japón (内閣総理大臣 Naikaku-sōri-daijin?) es el jefe de Gobierno de dicho país. El cargo existe desde la era Meiji. Según la Constitución el primer ministro es nombrado por el Emperador con el consejo de la Dieta. Por tradición él es el dirigente del partido político que posee la mayoría parlamentaria.

## Nombramiento
El primer ministro es designado por ambas cámaras de la Dieta antes de tratar cualquier otro asunto. Para ello, cada una de ellas lleva a cabo una votación según el sistema de segunda vuelta. Si las dos cámaras eligen a personas diferentes, se designa un comité conjunto de ambas cámaras para que acuerde un candidato común. Sin embargo, en última instancia, si las dos cámaras no se ponen de acuerdo, la decisión de la Cámara de Representantes se considera la de la Dieta. Si la Cámara de Consejeros no presenta una candidatura en los diez días siguientes a la nominación de la Cámara de Representantes, la nominación de la Cámara de Representantes se convierte en la decisión de la Dieta. Por lo tanto, la Cámara de Representantes puede, en teoría, garantizar el nombramiento de cualquier primer ministro que desee. Luego, al candidato se le presenta su comisión y el Emperador lo designa formalmente para el cargo en el Palacio Imperial de Tokio.

## Calificaciones
- Debe ser miembro de cualquiera de las cámaras de la Dieta Nacional. (Esto implica una edad mínima de 25 años y un requisito de nacionalidad japonesa).[6]
- Debe ser civil. Esto excluye a los miembros en servicio de las Fuerzas de Autodefensa. Pueden ser designados exmilitares, siendo Yasuhiro Nakasone un ejemplo destacado.[6]

## Funciones

### Funciones constitucionales
- Ejerce “control y supervisión” sobre todo el poder ejecutivo.[7]
- Presenta proyectos de ley a la Dieta en nombre del Gabinete.[8]
- Firma leyes y órdenes del Gabinete (junto con otros miembros del Gabinete).[9]
- Nombra a todos los ministros del Gabinete y puede destituirlos en cualquier momento.[10]
- Puede permitir que se emprendan acciones legales contra los ministros del gabinete.[11]
- Debe presentar informes sobre las relaciones internas y externas a la Dieta.[12]
- Debe presentarse ante la Dieta cuando se le solicite para proporcionar respuestas o explicaciones.[13]
- Puede aconsejar al Emperador que disuelva la Cámara de Representantes.[14]

### Funciones estatutarias
- Preside las reuniones del Gabinete.[15]
- Comandante en jefe de las Fuerzas de Autodefensa.[16]
- Puede anular una orden judicial contra un acto administrativo demostrando una causa.[17]

A diferencia de la mayoría de sus homólogos en las monarquías constitucionales, el primer ministro es el jefe del ejecutivo tanto de iure como de facto. En la mayoría de las demás monarquías constitucionales, el monarca es al menos nominalmente el jefe del ejecutivo, aunque está obligado por convención a actuar siguiendo el consejo del gabinete. En cambio, la Constitución de Japón confiere explícitamente el poder ejecutivo al gabinete, del que es líder el primer ministro; esto mejora enormemente la posición del primer ministro en comparación con los primeros ministros de otras democracias parlamentarias. Su refrendo es necesario para todas las leyes y órdenes del gabinete. Si bien la mayoría de los ministros en las democracias parlamentarias tienen cierta libertad de acción dentro de los límites de la responsabilidad colectiva del gabinete, el gabinete japonés es en realidad una extensión de la autoridad del primer ministro.

## Lista de primeros ministros de Japón
| Primer ministro (Nacimiento–Muerte) | Primer ministro (Nacimiento–Muerte) | Imagen                            | Período                  | Período                  | Partido                           | Elección            | Gobierno                         | Emperador (Reinante)         |
| Primer ministro (Nacimiento–Muerte) | Primer ministro (Nacimiento–Muerte) | Imagen                            | Inicio                   | Final                    | Partido                           | Elección            | Gobierno                         | Emperador (Reinante)         |
| ----------------------------------- | ----------------------------------- | --------------------------------- | ------------------------ | ------------------------ | --------------------------------- | ------------------- | -------------------------------- | ---------------------------- |
|                                     | Itō Hirobumi (1841–1909)            |                                   | 22 de diciembre de 1885  | 30 de abril de 1888      | Independiente                     | -                   | Itō                              | Emperador Meiji (1867–1912)  |
|                                     | Kuroda Kiyotaka (1840–1900)         |                                   | 30 de abril de 1888      | 25 de octubre de 1889    | Militar                           | -                   | Kuroda                           | Emperador Meiji (1867–1912)  |
|                                     | Sanjō Sanetomi (1837–1891)          |                                   | 25 de octubre de 1889    | 24 de diciembre de 1889  | Independiente                     | -                   | Sanjō                            | Emperador Meiji (1867–1912)  |
|                                     | Yamagata Aritomo (1838–1922)        |                                   | 24 de diciembre de 1889  | 6 de mayo de 1891        | Militar                           | 1890                | Yamagata                         | Emperador Meiji (1867–1912)  |
|                                     | Matsukata Masayoshi (1835–1924)     |                                   | 6 de mayo de 1891        | 8 de agosto de 1892      | Independiente                     | 1892                | Ind.-RK                          | Emperador Meiji (1867–1912)  |
|                                     | Itō Hirobumi (1841–1909)            |                                   | 8 de agosto de 1892      | 31 de agosto de 1896     | Independiente                     | Mar.-1894 Sep.-1894 | Ind.-J - RK - KK                 | Emperador Meiji (1867–1912)  |
|                                     | Kuroda Kiyotaka (1840–1900)         |                                   | 31 de agosto de 1896     | 18 de septiembre de 1896 | Militar                           | -                   | Ind.                             | Emperador Meiji (1867–1912)  |
|                                     | Matsukata Masayoshi (1835–1924)     |                                   | 18 de septiembre de 1896 | 12 de enero de 1898      | Independiente                     | -                   | J - Ind. - Shinpotō - KK         | Emperador Meiji (1867–1912)  |
|                                     | Itō Hirobumi (1841–1909)            |                                   | 12 de enero de 1898      | 30 de junio de 1898      | Independiente                     | Mar.-1898           | Ind.- KK                         | Emperador Meiji (1867–1912)  |
|                                     | Ōkuma Shigenobu (1838–1922)         |                                   | 30 de junio de 1898      | 8 de noviembre de 1898   | Kenseitō (K)                      | Ago.-1898           | K - Ind.                         | Emperador Meiji (1867–1912)  |
|                                     | Yamagata Aritomo (1838–1922)        |                                   | 8 de noviembre de 1898   | 19 de octubre de 1900    | Militar                           | -                   | Yamagata                         | Emperador Meiji (1867–1912)  |
|                                     | Itō Hirobumi (1841–1909)            |                                   | 19 de octubre de 1900    | 10 de mayo de 1901       | Rikken Seiyūkai (RS)              | -                   | RS                               | Emperador Meiji (1867–1912)  |
|                                     | Saionji Kinmochi (1849–1940)        |                                   | 10 de mayo de 1901       | 2 de junio de 1901       | Independiente                     | -                   | Ind.                             | Emperador Meiji (1867–1912)  |
|                                     | Katsura Tarō (1848–1913)            |                                   | 2 de junio de 1901       | 7 de enero de 1906       | Militar                           | 1902 1903 1904      | Ind.                             | Emperador Meiji (1867–1912)  |
|                                     | Saionji Kinmochi (1849–1940)        |                                   | 7 de enero de 1906       | 14 de julio de 1908      | Rikken Seiyūkai                   | 1908                | RS                               | Emperador Meiji (1867–1912)  |
|                                     | Katsura Tarō (1848–1913)            |                                   | 14 de julio de 1908      | 30 de agosto de 1911     | Militar                           | -                   | Ind.                             | Emperador Meiji (1867–1912)  |
|                                     | Saionji Kinmochi (1849–1940)        |                                   | 30 de agosto de 1911     | 21 de diciembre de 1912  | Rikken Seiyūkai                   | 1912                | RK                               | Emperador Taishō (1912–1926) |
|                                     | Katsura Tarō (1848–1913)            |                                   | 21 de diciembre de 1912  | 20 de febrero de 1913    | Independiente                     | -                   | Ind.                             | Emperador Taishō (1912–1926) |
|                                     | Yamamoto Gonbee (1852–1933)         |                                   | 20 de febrero de 1913    | 16 de abril de 1914      | Militar                           | -                   | RK - Ind.                        | Emperador Taishō (1912–1926) |
|                                     | Ōkuma Shigenobu (1838–1922)         |                                   | 16 de abril de 1914      | 9 de octubre de 1916     | Club Kōyū (KK)                    | 1915                | RD - KK - Chūseikai - Ind.       | Emperador Taishō (1912–1926) |
|                                     | Terauchi Masatake (1852–1919)       |                                   | 9 de octubre de 1916     | 29 de septiembre de 1918 | Militar                           | 1917                | RK - Ind.                        | Emperador Taishō (1912–1926) |
|                                     | Hara Takashi (1856–1921)            |                                   | 29 de septiembre de 1918 | 4 de noviembre de 1921   | Rikken Seiyūkai                   | 1920                | RK                               | Emperador Taishō (1912–1926) |
|                                     | Uchida Kōsai (1865–1936)            |                                   | 4 de noviembre de 1921   | 13 de noviembre de 1921  | Independiente                     | -                   | Ind.                             | Emperador Taishō (1912–1926) |
|                                     | Takahashi Korekiyo (1854–1936)      |                                   | 13 de noviembre de 1921  | 12 de junio de 1922      | Rikken Seiyūkai                   | -                   | RK                               | Emperador Taishō (1912–1926) |
|                                     | Katō Tomosaburō (1861–1923)         |                                   | 12 de junio de 1922      | 24 de agosto de 1923     | Militar                           | -                   | RK - Ind.                        | Emperador Taishō (1912–1926) |
|                                     | Uchida Kōsai (1865–1936)            |                                   | 24 de agosto de 1923     | 2 de septiembre de 1923  | Independiente                     | -                   | Ind.                             | Emperador Taishō (1912–1926) |
|                                     | Yamamoto Gonbee (1852–1933)         |                                   | 2 de septiembre de 1923  | 7 de enero de 1924       | Militar                           | -                   | RK - KK - Ind.                   | Emperador Taishō (1912–1926) |
|                                     | Kiyoura Keigo (1850–1942)           |                                   | 7 de enero de 1924       | 11 de junio de 1924      | Independiente                     | 1924                | Ind.                             | Emperador Taishō (1912–1926) |
|                                     | Katō Takaaki (1860–1926)            |                                   | 11 de junio de 1924      | 28 de enero de 1926      | Kenseikai                         | -                   | Kenseikai - Seiyūhontō - RK - KK | Emperador Taishō (1912–1926) |
|                                     | Wakatsuki Reijirō (1866–1949)       |                                   | 28 de enero de 1926      | 20 de abril de 1927      | Kenseikai                         | -                   | Kenseikai                        | Emperador Shōwa (1926–1989)  |
|                                     | Tanaka Giichi (1864–1929)           |                                   | 20 de abril de 1927      | 2 de julio de 1929       | Rikken Seiyūkai                   | 1928                | RK                               | Emperador Shōwa (1926–1989)  |
|                                     | Osachi Hamaguchi (1870–1931)        |                                   | 2 de julio de 1929       | 14 de abril de 1931      | Rikken Minseitō (RM)              | 1930                | RM                               | Emperador Shōwa (1926–1989)  |
|                                     | Wakatsuki Reijirō (1866–1949)       |                                   | 14 de abril de 1931      | 13 de diciembre de 1931  | Rikken Minseitō                   | -                   | RM                               | Emperador Shōwa (1926–1989)  |
|                                     | Inukai Tsuyoshi (1864–1929)         |                                   | 13 de diciembre de 1931  | 15 de mayo de 1932       | Rikken Seiyūkai                   | 1932                | RK                               | Emperador Shōwa (1926–1989)  |
|                                     | Takahashi Korekiyo (1854–1936)      |                                   | 15 de mayo de 1932       | 26 de mayo de 1932       | Rikken Seiyūkai                   | -                   | RK                               | Emperador Shōwa (1926–1989)  |
|                                     | Saitō Makoto (1858–1936)            |                                   | 26 de mayo de 1932       | 8 de julio de 1934       | Militar                           | -                   | Ind. - RK - RM                   | Emperador Shōwa (1926–1989)  |
|                                     | Keisuke Okada (1868–1952)           |                                   | 8 de julio de 1934       | 9 de marzo de 1936       | Militar                           | -                   | Ind. - RM                        | Emperador Shōwa (1926–1989)  |
|                                     | Fumio Gotō (1884–1980)              |                                   | 9 de marzo de 1936       | 9 de marzo de 1936       | Independiente                     | 1936                | Ind.                             | Emperador Shōwa (1926–1989)  |
|                                     | Kōki Hirota (1878–1948)             |                                   | 9 de marzo de 1936       | 2 de febrero de 1937     | Independiente                     | -                   | RM - RK - Shōwakai               | Emperador Shōwa (1926–1989)  |
|                                     | Senjūrō Hayashi (1876–1943)         |                                   | 2 de febrero de 1937     | 4 de junio de 1937       | Militar                           | 1937                | Ind. - Shōwakai                  | Emperador Shōwa (1926–1989)  |
|                                     | Fumimaro Konoe (1891–1945)          |                                   | 4 de junio de 1937       | 5 de enero de 1939       | Independiente                     | -                   | RM - RK - Shōwakai - KD          | Emperador Shōwa (1926–1989)  |
|                                     | Hiranuma Kiichirō (1867–1952)       |                                   | 5 de enero de 1939       | 30 de agosto de 1939     | Independiente                     | -                   | RM - RK                          | Emperador Shōwa (1926–1989)  |
|                                     | Nobuyuki Abe (1875–1953)            |                                   | 30 de agosto de 1939     | 16 de enero de 1940      | Militar                           | -                   | RM - RK                          | Emperador Shōwa (1926–1989)  |
|                                     | Mitsumasa Yonai (1880–1948)         |                                   | 16 de enero de 1940      | 22 de julio de 1940      | Militar                           | -                   | RM - RK                          | Emperador Shōwa (1926–1989)  |
|                                     | Fumimaro Konoe (1891–1945)          |                                   | 22 de julio de 1940      | 18 de octubre de 1941    | Independiente                     | -                   | TS                               | Emperador Shōwa (1926–1989)  |
|                                     | Fumimaro Konoe (1891–1945)          | Taisei Yokusankai (TS)            | 22 de julio de 1940      | 18 de octubre de 1941    | TS                                | -                   |                                  | Emperador Shōwa (1926–1989)  |
|                                     | Hideki Tōjō (1884–1948)             |                                   | 18 de octubre de 1941    | 22 de julio de 1944      | Taisei Yokusankai                 | 1942                | TS                               | Emperador Shōwa (1926–1989)  |
|                                     | Kuniaki Koiso (1880–1950)           |                                   | 22 de julio de 1944      | 7 de abril de 1945       | Taisei Yokusankai                 | 1942                | TS                               | Emperador Shōwa (1926–1989)  |
|                                     | Kantarō Suzuki (1868–1948)          |                                   | 7 de abril de 1945       | 17 de agosto de 1945     | Taisei Yokusankai                 | -                   | TS                               | Emperador Shōwa (1926–1989)  |
|                                     | Kantarō Suzuki (1868–1948)          | Independiente                     | 7 de abril de 1945       | 17 de agosto de 1945     |                                   | -                   | TS                               | Emperador Shōwa (1926–1989)  |
|                                     | Higashikuni Naruhiko (1887–1990)    |                                   | 17 de agosto de 1945     | 9 de octubre de 1945     | Familia Imperial                  | -                   | FI                               | Emperador Shōwa (1926–1989)  |
|                                     | Kijūrō Shidehara (1872–1951)        |                                   | 9 de octubre de 1945     | 22 de mayo de 1946       | Independiente                     | -                   | NS - NJ                          | Emperador Shōwa (1926–1989)  |
|                                     | Shigeru Yoshida (1878–1967)         |                                   | 22 de mayo de 1946       | 24 de mayo de 1947       | Partido Liberal (NJ)              | 1946                | NJ - PPJ                         | Emperador Shōwa (1926–1989)  |
|                                     | Tetsu Katayama (1887–1978)          |                                   | 24 de mayo de 1947       | 10 de marzo de 1948      | Partido Socialista de Japón (PSJ) | 1947                | PSJ - PD - PCN                   | Emperador Shōwa (1926–1989)  |
|                                     | Hitoshi Ashida (1887–1959)          |                                   | 10 de marzo de 1948      | 15 de octubre de 1948    | Partido Democrático (PD)          | -                   | PSJ - PD - PCN                   | Emperador Shōwa (1926–1989)  |
|                                     | Shigeru Yoshida (1878–1967)         |                                   | 15 de octubre de 1948    | 10 de diciembre de 1954  | Partido Democrático Liberal (MJ)  | 1949 1952 1953      | MJ - PD                          | Emperador Shōwa (1926–1989)  |
| MJ - Ryokufūkai                     | Shigeru Yoshida (1878–1967)         |                                   | 15 de octubre de 1948    | 10 de diciembre de 1954  | Partido Democrático Liberal (MJ)  | 1949 1952 1953      |                                  | Emperador Shōwa (1926–1989)  |
| MJ                                  | Shigeru Yoshida (1878–1967)         |                                   | 15 de octubre de 1948    | 10 de diciembre de 1954  | Partido Democrático Liberal (MJ)  | 1949 1952 1953      |                                  | Emperador Shōwa (1926–1989)  |
|                                     | Ichirō Hatoyama (1883-1959)         |                                   | 10 de diciembre de 1954  | 23 de diciembre de 1956  | Partido Democrático (NM)          | 1955                | NM                               | Emperador Shōwa (1926–1989)  |
|                                     | Ichirō Hatoyama (1883-1959)         | Partido Liberal Democrático (PLD) | 10 de diciembre de 1954  | 23 de diciembre de 1956  | PLD                               | 1955                |                                  | Emperador Shōwa (1926–1989)  |
|                                     | Tanzan Ishibashi (1884–1973)        |                                   | 23 de diciembre de 1956  | 25 de febrero de 1957    | Partido Liberal Democrático       | -                   | PLD                              | Emperador Shōwa (1926–1989)  |
|                                     | Nobusuke Kishi (1896–1987)          |                                   | 25 de febrero de 1957    | 19 de julio de 1960      | Partido Liberal Democrático       | 1958                | PLD                              | Emperador Shōwa (1926–1989)  |
|                                     | Hayato Ikeda (1896–1987)            |                                   | 19 de julio de 1960      | 9 de noviembre de 1964   | Partido Liberal Democrático       | 1960 1963           | PLD                              | Emperador Shōwa (1926–1989)  |
|                                     | Eisaku Satō (1901–1975)             |                                   | 9 de noviembre de 1964   | 7 de julio de 1972       | Partido Liberal Democrático       | 1967 1969           | PLD                              | Emperador Shōwa (1926–1989)  |
|                                     | Kakuei Tanaka (1918–1993)           |                                   | 7 de julio de 1972       | 9 de diciembre de 1974   | Partido Liberal Democrático       | 1972                | PLD                              | Emperador Shōwa (1926–1989)  |
|                                     | Takeo Miki (1907–1988)              |                                   | 9 de diciembre de 1974   | 24 de diciembre de 1976  | Partido Liberal Democrático       | -                   | PLD                              | Emperador Shōwa (1926–1989)  |
|                                     | Takeo Fukuda (1907–1988)            |                                   | 24 de diciembre de 1976  | 7 de diciembre de 1978   | Partido Liberal Democrático       | 1976                | PLD                              | Emperador Shōwa (1926–1989)  |
|                                     | Masayoshi Ōhira (1910–1980)         |                                   | 7 de diciembre de 1978   | 12 de junio de 1980      | Partido Liberal Democrático       | 1979                | PLD                              | Emperador Shōwa (1926–1989)  |
|                                     | Masayoshi Itō (1913–1994)           |                                   | 12 de junio de 1980      | 17 de julio de 1980      | Partido Liberal Democrático       | -                   | PLD                              | Emperador Shōwa (1926–1989)  |
|                                     | Zenkō Suzuki (1911–2004)            |                                   | 17 de julio de 1980      | 27 de noviembre de 1982  | Partido Liberal Democrático       | 1980                | PLD                              | Emperador Shōwa (1926–1989)  |
|                                     | Yasuhiro Nakasone (1918–2019)       |                                   | 27 de noviembre de 1982  | 6 de noviembre de 1987   | Partido Liberal Democrático       | 1983 1986           | PLD                              | Emperador Shōwa (1926–1989)  |
| PLD - NCL                           | Yasuhiro Nakasone (1918–2019)       |                                   | 27 de noviembre de 1982  | 6 de noviembre de 1987   | Partido Liberal Democrático       | 1983 1986           |                                  | Emperador Shōwa (1926–1989)  |
| PLD                                 | Yasuhiro Nakasone (1918–2019)       |                                   | 27 de noviembre de 1982  | 6 de noviembre de 1987   | Partido Liberal Democrático       | 1983 1986           |                                  | Emperador Shōwa (1926–1989)  |
|                                     | Noboru Takeshita (1924–2000)        |                                   | 6 de noviembre de 1987   | 3 de junio de 1989       | Partido Liberal Democrático       | -                   | PLD                              | Emperador Heisei (1989–2019) |
|                                     | Sōsuke Uno (1922–1998)              |                                   | 3 de junio de 1989       | 10 de agosto de 1989     | Partido Liberal Democrático       | -                   | PLD                              | Emperador Heisei (1989–2019) |
|                                     | Toshiki Kaifu (1931–2022)           |                                   | 10 de agosto de 1989     | 5 de noviembre de 1991   | Partido Liberal Democrático       | 1990                | PLD                              | Emperador Heisei (1989–2019) |
|                                     | Kiichi Miyazawa (1919–2007)         |                                   | 5 de noviembre de 1991   | 9 de agosto de 1993      | Partido Liberal Democrático       | -                   | PLD                              | Emperador Heisei (1989–2019) |
|                                     | Morihiro Hosokawa (1938–)           |                                   | 9 de agosto de 1993      | 28 de abril de 1994      | Nuevo Partido de Japón (NPJ)      | 1993                | PSJ - PR - K - NPJ - PSD - SS    | Emperador Heisei (1989–2019) |
|                                     | Tsutomu Hata (1935–2017)            |                                   | 28 de abril de 1994      | 30 de junio de 1994      | Partido de la Renovación (PR)     | -                   | PR - K - NPJ - PSD - LRL         | Emperador Heisei (1989–2019) |
|                                     | Tomiichi Murayama (1924–)           |                                   | 30 de junio de 1994      | 11 de enero de 1996      | Partido Socialista de Japón       | -                   | PLD - PSJ - SS                   | Emperador Heisei (1989–2019) |
|                                     | Ryūtarō Hashimoto (1937–2006)       |                                   | 11 de enero de 1996      | 30 de julio de 1998      | Partido Liberal Democrático       | 1996                | PLD - PSJ - SS                   | Emperador Heisei (1989–2019) |
| PLD                                 | Ryūtarō Hashimoto (1937–2006)       |                                   | 11 de enero de 1996      | 30 de julio de 1998      | Partido Liberal Democrático       | 1996                |                                  | Emperador Heisei (1989–2019) |
|                                     | Keizō Obuchi (1937–2000)            |                                   | 30 de julio de 1998      | 2 de abril de 2000       | Partido Liberal Democrático       | -                   | PLD                              | Emperador Heisei (1989–2019) |
| PLD - PL                            | Keizō Obuchi (1937–2000)            |                                   | 30 de julio de 1998      | 2 de abril de 2000       | Partido Liberal Democrático       | -                   |                                  | Emperador Heisei (1989–2019) |
| PLD - NKP - PL                      | Keizō Obuchi (1937–2000)            |                                   | 30 de julio de 1998      | 2 de abril de 2000       | Partido Liberal Democrático       | -                   |                                  | Emperador Heisei (1989–2019) |
| PLD - NKP - HS                      | Keizō Obuchi (1937–2000)            |                                   | 30 de julio de 1998      | 2 de abril de 2000       | Partido Liberal Democrático       | -                   |                                  | Emperador Heisei (1989–2019) |
|                                     | Yoshirō Mori (1937–)                |                                   | 2 de abril de 2000       | 26 de abril de 2001      | Partido Liberal Democrático       | 2000                | PLD - NKP - HS                   | Emperador Heisei (1989–2019) |
|                                     | Jun'ichirō Koizumi (1942–)          |                                   | 26 de abril de 2001      | 26 de septiembre de 2006 | Partido Liberal Democrático       | 2003 2005           | PLD - NKP - HS                   | Emperador Heisei (1989–2019) |
| PLD - NKP                           | Jun'ichirō Koizumi (1942–)          |                                   | 26 de abril de 2001      | 26 de septiembre de 2006 | Partido Liberal Democrático       | 2003 2005           |                                  | Emperador Heisei (1989–2019) |
|                                     | Shinzō Abe (1954–2022)              |                                   | 26 de septiembre de 2006 | 26 de septiembre de 2007 | Partido Liberal Democrático       | -                   | PLD - NKP                        | Emperador Heisei (1989–2019) |
|                                     | Yasuo Fukuda (1936-)                |                                   | 26 de septiembre de 2007 | 24 de septiembre de 2008 | Partido Liberal Democrático       | -                   | PLD - NKP                        | Emperador Heisei (1989–2019) |
|                                     | Tarō Asō (1940-)                    |                                   | 24 de septiembre de 2008 | 16 de septiembre de 2009 | Partido Liberal Democrático       | -                   | PLD - NKP                        | Emperador Heisei (1989–2019) |
|                                     | Yukio Hatoyama (1947-)              |                                   | 16 de septiembre de 2009 | 8 de junio de 2010       | Partido Democrático (PDJ)         | 2009                | PDJ - PSD - KS                   | Emperador Heisei (1989–2019) |
|                                     | Naoto Kan (1946-)                   |                                   | 8 de junio de 2010       | 2 de septiembre de 2011  | Partido Democrático               | -                   | PDJ - KS                         | Emperador Heisei (1989–2019) |
|                                     | Yoshihiko Noda (1957-)              |                                   | 2 de septiembre de 2011  | 26 de diciembre de 2012  | Partido Democrático               | -                   | PDJ - KS                         | Emperador Heisei (1989–2019) |
|                                     | Shinzō Abe (1954–2022)              |                                   | 26 de diciembre de 2012  | 16 de septiembre de 2020 | Partido Liberal Democrático       | 2012 2014 2017      | PLD - NKP                        | Emperador Heisei (1989–2019) |
|                                     | Shinzō Abe (1954–2022)              | Emperador Reiwa (2019-)           | 26 de diciembre de 2012  | 16 de septiembre de 2020 | Partido Liberal Democrático       | 2012 2014 2017      | PLD - NKP                        |                              |
|                                     | Yoshihide Suga (1948-)              |                                   | 16 de septiembre de 2020 | 4 de octubre de 2021     | Partido Liberal Democrático       | -                   | PLD - NKP                        |                              |
|                                     | Fumio Kishida (1957-)               |                                   | 4 de octubre de 2021     | 1 de octubre de 2024     | Partido Liberal Democrático       | 2021                | PLD - NKP                        |                              |
|                                     | Shigeru Ishiba (1957-)              |                                   | 1 de octubre de 2024     | incumbente               | Partido Liberal Democrático       | -                   | PLD - NKP                        |                              |